# حزقيال كارلوس روميرو هيكس
حزقيال كارلوس روميرو هيكس (بالإسبانية: Juan Carlos Romero Hicks)‏ هو سياسي مكسيكي، ولد في 1955 في المكسيك. حزبياً، نشط في حزب العمل الوطني. انتخب Governor of Guanajuato ‏.